# Kenta Kanō
Kenta Kanō (狩野 健太?, Kanō Kenta; Shizuoka, 2 maggio 1986) è un ex calciatore giapponese, di ruolo centrocampista.